# Lhasa He
Lhasa He (kinesiska: 拉薩河) är ett vattendrag i Kina. Det ligger i den autonoma regionen Tibet, i den sydvästra delen av landet, omkring 49 kilometer sydväst om regionhuvudstaden Lhasa.
Genomsnittlig årsnederbörd är 772 millimeter. Den regnigaste månaden är juli, med i genomsnitt 235 mm nederbörd, och den torraste är januari, med 1 mm nederbörd.